# ユー・ガット・メール
『ユー・ガット・メール』は1998年公開のアメリカ映画。インターネットで知り合った名前も知らない男女がメールのやり取りをしながらお互いに惹かれ合っていくロマンティック・コメディ。原題は「You've Got Mail」。

## 概要
この映画は1940年に製作されたエルンスト・ルビッチ監督の『桃色の店』のリメイク作品。時代を反映して元映画の「手紙で文通」の設定が「インターネットでメール」に置き換えられた。
脚本・監督のノーラ・エフロン、主演のトム・ハンクスとメグ・ライアンは1993年公開の『めぐり逢えたら』と同じ顔合わせ。ハンクスとライアンは、『ジョー、満月の島へ行く』（1990年、ジョン・パトリック・シャンリィ監督）でも共演している。

## ストーリー
マンハッタンのアッパー・ウエストサイドで、キャスリーン・ケリーは母親から受け継いだ独立系児童書専門店「ザ・ショップ・アラウンド・ザ・コーナー」を経営している。彼女はニューヨーク・オブザーバー紙の左派コラムニスト、フランク・ナバスキと交際している。フランクはタイプライターに拘っている一方、キャスリーンはノートパソコンの方を好み、ハンドルネーム「ショップガール」でAOLのメール・アカウントを使用して、チャットルームで出会った「NY152」とメッセージを遣り取りしている。2人は私生活について詳しいことは明かさないということで合意しているため、彼女は彼の犬の名前が「ブリンクリー」であること以外、彼について何も知らない。
「NY152」はジョー・フォックスのハンドルネームである。彼は辣腕編集者のパトリシア・イーデンと交際しており、彼の一族は大手書店チェーンのフォックス・ブックスを経営している。彼は親友で自社チェーンの支店長であるケビンの補佐を受けつつ、キャスリーンの店から僅か数ブロックのところに新しい店舗をオープンしようとしている。キャスリーンの店の店員3人、ジョージ、バーディーおばさん及びクリスティーナは、新しいフォックス・ブックスの店舗が自分たちの店の売上に悪影響を及ぼすのではないかと心配するが、キャスリーンはそんなことは無いと断言する。
祖父が再婚することにより叔母となる11歳のアナベルと父が再婚することにより異母弟となる4歳のマシューと外出した際、ジョーは読み聞かせのイベントを行っているキャスリーンの店に立ち寄る。ジョーとキャスリーンは会って和やかに会話をするが、彼女が新しいフォックス・ブックスの店舗にケチを付けると、ジョーは自分の名字を言わないまま、唐突に子供たちを連れて店を出る。その週の後半、キャスリーンとジョーは或る本の出版記念パーティーで再会し、キャスリーンは彼の正体を知ることになる。彼女は彼が身分を隠してスパイ行為をしたと非難し、彼は彼女の店をけなし、お互いに敵意を抱くことになる。
「ショップガール」は「NY152」に商売に関するアドバイスを求めるメッセージを送り、ジョーは彼女に反撃するよう促す。フランクはキャスリーンの店を支持するコラムを書き、店は広く注目を集めることとなり、フランクのテレビのトークショーへの出演、店に関するニュース報道、フォックス・ブックスの新店舗前での抗議活動へとつながる。ジョーは自社への非難に苛立つが、父親は新しい店が開店すれば全て解決するだろうと言う。
「ショップガール」と「NY152」はカフェで実際に会うことにする。店の窓から店内を覗いたジョーは、ペンフレンドが実は商売仇であることに気付き動揺する。彼は取り敢えず立ち去るが、気が変わり、「NY152」であることを明かさずにジョーとして入店し、彼女のテーブルで話す。2人は再び衝突し、キャスリーンが容赦なくジョーを非難したことから、ジョーは困惑してその場を去る。キャスリーンも「NY152」に会えないまま店を後にする。その夜遅く、ジョーは「ショップガール」からメールを受け取り、彼女がついに嫌な奴に対して思いをぶちまけたが、今はそのことをひどく後悔していることを知る。ジョーは「NY152」として、その夜店に行かなかったことについて嘘の理由を並べ立てようとしたが、彼女に嘘をつくことは出来ないと悟った「NY152」は、行けなかったことについて謝罪し、そして、キャスリーンがした非難はその嫌な奴にとって当然の報いだったのだと書く。
キャスリーンは自分の店を持ち堪えさせようと努力したが、売上はどんどん減少していき、一方で新しくオープンしたフォックス・ブックスの店舗は繁盛する。そして、キャスリーンは閉店するという難しい決断を下す。その後、彼女とフランクは友好的に関係を終わらせる。キャスリーンは次に何をするかを考えるために休みを取り、「NY152」とのやり取りから示唆を得て子供向けの本を書くことにする。一方、パトリシアと別れたジョーは、キャスリーンに対する自分の気持ちに気づき、オンライン上の身元は明らかにしないまま、キャスリーンと会い続ける。
そして、「NY152」は「ショップガール」ともう一度会う約束をする。彼女が「NY152」と会う直前に、ジョーはキャスリーンに自分の気持ちを告白し、過去の自分の態度を許してほしいと懇願する。心を動かされたキャスリーンは、自分も同じ気持ちだが「NY152」への気持ちは捨てられないと言う。キャスリーン待ち合わせの公園に着くと、犬のブリンクリーを呼ぶ男性の声が聞こえ、「NY152」が実はジョー・フォックスだと知る。キャスリーンは嬉し涙を流し、「NY152」がジョーだったら良かったのにと思っていたと明かし、2人はキスを交わす。

## キャスト
| 役名                       | 俳優                               | 日本語吹替                        | 日本語吹替            |
| 役名                       | 俳優                               | ソフト版                          | フジテレビ版          |
| -------------------------- | ---------------------------------- | --------------------------------- | --------------------- |
| ジョー・フォックス         | トム・ハンクス                     | 井上和彦                          | 江原正士              |
| キャスリーン・ケリー       | メグ・ライアン                     | こおろぎさとみ                    | 水谷優子              |
| フランク・ナバスキー       | グレッグ・キニア                   | 宮本充                            | 堀内賢雄              |
| パトリシア・イーデン       | パーカー・ポージー                 | 林佳代子                          | 一城みゆ希            |
| バーディ・コンラッド       | ジーン・ステイプルトン             | 島美弥子                          | 京田尚子              |
| ジョージ・パパス           | スティーヴ・ザーン                 | 村治学                            | 高木渉                |
| クリスティーナ・プラッカー | ヘザー・バーンズ                   | 松熊明子                          | 鈴鹿千春              |
| ネルソン・フォックス       | ダブニー・コールマン               | 有本欽隆                          | 池田勝                |
| スカイラー・フォックス     | ジョン・ランドルフ                 | 塚田正昭                          | 石森達幸              |
| ケビン・スキャンロン       | デイヴ・シャペル                   | 落合弘治                          | 秋元羊介              |
| アナベル・フォックス       | ハリー・ハーシュ                   | 今津朋子                          | 川田妙子              |
| マシュー・フォックス       | ジェフリー・スカペロッタ           |                                   | 三浦智子              |
| ジリアン・クイン           | カーラ・シーモア                   | 佐藤しのぶ                        | 金野恵子              |
| モーリーン                 | ケイト・フィネラン                 | 津田真澄                          | 佐藤しのぶ            |
| チャーリー                 | マイケル・バダルコ                 | 天田益男                          | 岩崎ひろし            |
| ミランダ・マルグリース     | ヴィエンヌ・コックス               | 姉崎公美                          | 宮寺智子              |
| ビンス・マンシーニ         | ブルース・ジェイ・フリードマン     |                                   | 辻親八                |
| セーラ・マンシーニ         | アン・フルーカス                   | 鈴木紀子                          | 竹口安芸子            |
| ローズ                     | サラ・ラミレス                     |                                   | 喜田あゆ美            |
| ヘンリー                   | ハワード・スピーゲル               | 長島雄一                          | 後藤哲夫              |
| ヴェロニカ・グラント       | デボラ・ラッシュ                   |                                   |                       |
| スターバックスの客         | リチャード・コーエン               |                                   | 古田信幸              |
| フォックスの販売員         | クリス・メッシーナ                 |                                   | 樫井笙人              |
| シドニー・アン             | ジェーン・アダムス ※ノンクレジット | 増田ゆき                          | 沢海陽子              |
| その他                     | N/A                                | 山本健翔 吉田孝                   | 森うたう 田尻ひろゆき |
| 日本語版スタッフ           |                                    |                                   |                       |
| 演出                       | 演出                               | 木村絵理子                        | 伊達康将              |
| 翻訳                       | 翻訳                               | 岸田恵子                          | 栗原とみ子            |
| 編集                       | 編集                               | オムニバス・ジャパン              |                       |
| 調整                       | 調整                               | 高久孝雄                          | 田中和成              |
| 製作                       | 製作                               | ワーナー・ホーム・ビデオ 東北新社 | 東北新社              |

- フジテレビ版：初回放送2001年9月29日『ゴールデン洋画劇場』※ノーカット

この翌週からは『ゴールデンシアター』にリニューアルされたため、『ゴールデン洋画劇場』名義では最後の放送である。

## スタッフ
- 監督：ノーラ・エフロン
- 製作：ノーラ・エフロン、ローレン・シュラー・ドナー
- 製作総指揮：ジュリー・ダーク、G・マック・ブラウン、デリア・エフロン
- 脚本：ノーラ・エフロン、デリア・エフロン
- 原作：ミクロス・ラズロ
- 撮影：ジョン・リンドリー
- 音楽：ジョージ・フェントン
- 美術：ダン・デイヴィス
- 編集：リチャード・マークス
- 衣装デザイン：アルバート・ウォルスキー

## サウンドトラック
主に1960年代～1970年代の楽曲を使用していたが、キャロル・キングが書き下ろしの新曲を用意したのも話題になった。「孤独のニューヨーク」は映画ではオリジナルのニルソンのものが使用されたが、サウンドトラック・アルバムにはシネイド・オコナーのバージョンが収録された。

### 曲目[4]
1. "The Puppy Song" — ハリー・ニルソン
2. "Dreams" — クランベリーズ
3. "Splish Splash" — ボビー・ダーリン
4. "Dummy Song" — ルイ・アームストロング
5. "Remember" — ハリー・ニルソン
6. "Dream" — ロイ・オービソン
7. "Rockin' Robin" — ボビー・デイ
8. "Lonely at the Top" — ランディ・ニューマン
9. "Signed Sealed Delivered, I'm Yours" — スティーヴィー・ワンダー
10. "I Guess the Lord Must Be In New York City" — シネイド・オコナー
11. "Over the Rainbow" — ハリー・ニルソン
12. "Anyone at All" — キャロル・キング
13. "I'm Gonna Sit Right Down and Write Myself a Letter" — ビリー・ウィリアムズ
14. "Suite from "You've Got Mail"" — ジョージ・フェントン
15. "You Made Me Love You" — ジミー・デュランテ